# Связь интеллекта и расы
Со времён появления в начале XX века тестов на умственное развитие (IQ) связь между расой и интеллектом была предметом дебатов, как в научно-популярной, так и в научно-исследовательской литературе. Из-за показанных такими тестами различий в средних показателях IQ между самоопределившимися представителями разных рас или народов, не стихали оживлённые дискуссии по поводу того, действительно ли (и если да, то в какой степени) эти различия вызываются воздействием окружающей среды или, напротив, генетическими факторами, а также по поводу определения понятий «раса» и «интеллект» и самой возможности объективного определения этих понятий.
В прошлом из-за ошибочных и ограниченных знаний о неевропейских народах или даже идеологических соображений «расами» могли называть группы, якобы имеющие особый комплекс в том числе интеллектуальных признаков. Тогда расы различали уровнем интеллекта. Сейчас попытки придать «научное» обоснование интеллектуальным различиям среди разных расовых или этнических групп с помощью коэффициента IQ относят к научному расизму.  С точки зрения современной науки, расовые признаки (или клинальная изменчивость) не являются фундаментальными. Всё нынешнее человечество принадлежит к одному виду Homo Sapiens, ни одна группа не является биологически однородной, а расовые категории не дают точного отражения биологических вариаций человека. Популяции людей не являются полностью изолированными или фиксированными. Также к настоящему времени нет надёжных и ясных доказательств гипотезе, что различия в групповых показателях интеллекта имеют значительную генетическую обусловленность.
Различие результатов IQ-тестов между разными группами населения США было показано при массовом (свыше 1 700 000 человек) тестировании новобранцев американской армии во время Первой мировой войны, где при слабой методике исследования собирались определять «уровень их интеллектуального развития». Интерес к теме возобновился в 1969 году после того, как А. Дженсен высказал мнение о том, что чёрные обладают более низким — по сравнению с белыми — интеллектом по генетическим причинам, и что поэтому т. н. «компенсирующее обучение» негритянских детей было заведомо неэффективным. В опубликованной в 1994 году книге The Bell Curve говорилось, что общественное неравенство в США может по большей части объясняться интеллектуальным различием между разными расами и индивидами, а вовсе не быть его причиной, что вновь разожгло общественную и научную дискуссию. В ходе дебатов, последовавших за публикацией этой книги, Американская антропологическая ассоциация и Американская психологическая ассоциация (ААП) сделали официальные заявления по этому вопросу с выражением большой степени недоверия к ряду утверждений авторов книги.

## История дискуссии
Утверждение о том, что для разных рас характерен разный уровень умственного развития, использовалось для оправдания колониализма, рабства, расизма, социал-дарвинизма и расовой евгеники. В разработке идеологии превосходства белого человека расологи, такие как А. Гобино главным образом опирались на предположение о врождённой ущербности чёрных по сравнению с белыми. Даже светила эпохи Просвещения, такие как Т. Джефферсон (который был рабовладельцем), верили во врождённую физическую и интеллектуальную ущербность негров по отношению к белым.

### Зарождение тестов на умственное развитие
Первый практически применимый тест на умственное развитие был разработан между 1905 и 1908 годами во Франции Альфредом Бине с целью распределения детей по школам. Бине предупреждал о том, что результат его теста не следует воспринимать, как меру врождённого интеллекта, или использовать для классификации индивидов на постоянной основе. В 1916 г. тест Бине был переведён на английский язык и несколько изменён Льюисом Терманом (Терман ввёл балльную оценку результата тестирования), который опубликовал его под названием «Шкала интеллекта Стэнфорда-Бине». Опубликование теста Термана в США привлекло большое внимание к вопросу о способностях и навыках людей, недавно иммигрировавших в страну.
Для освидетельствования призывников во время Первой мировой войны был использован другой набор тестов, разработанных Робертом Йерксом, и было обнаружено, что люди из Южной и Восточной Европы набирали меньше баллов, чем рождённые в Америке; что американцы из северных штатов набирали больше баллов, чем южане; что американские негры набирали меньше баллов, чем белые. Результаты этого тестирования были преданы широкой гласности активными противниками иммиграции, в число которых входил нью-йоркский аристократ и консерватор Мэдисон Грант, считавший нордическую расу превосходящей другие расы, но оказавшейся под угрозой вследствие прибытия иммигрантов, относящихся к низшим расам. В своей влиятельной работе «Изучение американского интеллекта» (A Study of American Intelligence) Карл Бригам приводил результаты проведённых американскими военными тестов как аргумент в пользу ужесточения иммиграционной политики и приёма иммигрантов только из тех стран, которые считались принадлежащими к «нордической расе».
Задачи тестирования были сформулированы Армией США следующим образом:
- Способствовать выделению умственно неполноценных (mentally incompetent);
- Классифицировать личный состав в соответствии с его умственными способностями;
- Содействовать селекции компетентных лиц для их назначения на ответственные должности.

Согласно официальному заявлению Армии США, после проведения тестов "желаемые результаты были достигнуты". При этом были выявлены следующие различия IQ между белыми и цветными призывниками:
Белые           (А)2.0  (B)4.8   (C+)9.7   (C)20   (C-)22  (D)30   (D-)8  (E)2
Цветные       (A)0.8  (B)1.0   (C+)1.9   (C)6     (C-)15   (D)37  (D-)30 (E)7
(Уровень IQ снижается от "А" к "Е" от "Исключительно высокий" до "Необучаемый")
Также было выявлено следующее процентное распределение "высокоинтеллектуальных" (категории "А" и "В" суммарно) и "низкоинтеллектуальных" (категории "D" и "Е" суммарно) новобранцев из семей иммигрантов по странам, из которых в США приехали их родители:
Англия (19.7 / 8.7), Голландия (10.7 / 9.2), Дания (5.4 / 13.4), Шотландия (13.0 / 13.6), Германия (8.3 / 15.0), Швеция (4.3 / 19.4), Канада (10.5 / 19.5), Бельгия (0.8 / 24.0), Норвегия (4.1 / 25.6), Австрия (3.4 / 37.5), Ирландия (4.1 / 39.4), Турция (3.4 / 42.0), Греция (2.1 / 43.6), Россия (2.7 / 60.4), Италия (0.8 / 63.4), Польша (0.5 / 69.9).
Сторонники евгеники настаивали на том, что эти различия демонстрировали интеллектуальное превосходство белых англосаксов над неграми и некоторыми иммигрантами, что использовалось как аргумент в поддержку политики расовой сегрегации. Вскоре после этого были проведены другие исследования, оспаривавшие подобные выводы и отстаивающие ту точку зрения, что проводившееся военными тестирование не учитывало в должной степени воздействие таких факторов окружающей среды, как общественно-экономическое и образовательное неравенство между чёрными и белыми, хотя тестирование проводилось под руководством выдающихся психологов, и, как пишет в процитированной книге Лотроп Стоддард:
С большим тщанием были предприняты меры, направленные на устранение искажающего воздействия факторов окружающей среды, таких как недостаток образования или незнание английского языка. Были разработаны независимые тесты, и высокая корреляция их результатов показала, что тестировались именно врожденные интеллектуальные способности.
В двадцатых годах прошлого века в некоторых штатах США (например, в Вирджинии) были приняты евгенические законы, такие как «Закон о расовой чистоте от 1924 года» (en), который придавал законную силу т. н. «правилу одной капли». С другой стороны, многие учёные начали реагировать на утверждения сторонников евгеники, связывающие способности людей и их моральные качества с их расовым или генетическим происхождением. Такие учёные указывали на зависимость результата тестирования от окружающей среды (например, владение английским языком, как неродным). К середине тридцатых годов многие американские психологи приняли точку зрения, согласно которой культурные факторы и окружающая среда оказывают доминирующее влияние на результат IQ-теста. Этого же мнения стал придерживаться и Карл Бригам, отказавшийся от своих ранее использованных аргументов на основании своего осознания того, что тесты не являются средством измерения врождённого интеллекта. Проходившие в США дискуссии по данному вопросу также оказали влияние на немецких нацистов, чьи претензии на господствующую роль «нордической расы» в некоторой степени опирались на публикации М. Гранта. После того, как настроения в американском обществе приняли антигерманскую направленность, утверждения о расовом основании различий в интеллекте стали рассматриваться как все более и более сомнительные. Такие антропологи, как Франц Боас, Рут Бенедикт и Джин Уэлтфиш приложили большие усилия, чтобы показать ненаучный характер многих утверждений о расовой иерархии умственного развития. Тем не менее, могущественное евгеническое и сегрегационное лобби, финансировавшееся, в основном, текстильным магнатом Уиклиффом Дрейпером, продолжало публикацию исследований, в которых результаты изучения интеллекта использовались в качестве аргумента в поддержку евгеники, сегрегации и введения анти-иммиграционного законодательства.

### Дебаты вокруг позиции А. Дженсена
Дебаты вокруг умственного развития чернокожих вышли на первый план в 1950-х годах прошлого века после начала десегрегации американского Юга. Финансируемая фондом В. Дрейпера Одри Шуэй опубликовала новый анализ тестов, разработанных Р. Йерксом, на основании которого он сделал вывод о том, что по своему интеллекту чёрные действительно находились на более низком, по сравнению с белыми, уровне. На основе материалов её исследования сторонники сегрегации утверждали о том, что обучение чёрных детей отдельно от превосходящих их белых детей пойдёт чернокожим детям только на пользу. В 1960-х годах дискуссия обрела новую силу после того, как лауреат нобелевской премии Уильям Шокли публично поддержал утверждение о том, что дети негров имеют врождённую неспособность учиться так же хорошо, как дети белых. На уровне научной общественности дискуссия по этому вопросу была стимулирована опубликованной в Harvard Education Review статьёй Артура Дженсена «Насколько мы можем повысить IQ и школьную успеваемость?». В этой статье А. Дженсен подвергал сомнению эффективность т. н. «компенсирующего обучения» чернокожих детей и предположил, что их низкая успеваемость вызывалась скорее генетической предрасположенностью, чем недостаточным стимулированием со стороны родителей. А. Дженсен публиковал свои работы по данному вопросу до своей смерти в 2012 году.

### Дебаты вокруг книги «Колоколообразная кривая»
В очередной раз общественная дискуссия возобновилась после публикации в 1994 году книги «Колоколообразная кривая», авторами которой были Ричард Херрнстайн и Чарльз Мюррей. В книге подчеркивались социальные последствия наличия низкого уровня IQ, причем в большинстве глав книги объектом рассмотрения было исключительно белое неиспаноязычное население США. В ответ на публикацию этой книги в том же году группа из 52 исследователей (в основном — психологов) подписалась под обращением «Mainstream Science on Intelligence». Книга также вызвала публикацию Ассоциацией американских психологов доклада «Интеллект: известное и неизвестное» (Intelligence: Knowns and Unknowns), в котором признавалась разница между средними результатами IQ-тестов для белых и чёрных, а также отсутствие какого-либо адекватного объяснения этого явления — как с точки зрения воздействия окружающей среды, так и с точки зрения генетики. В ответ на «Колоколообразную кривую» было опубликовано несколько книг, написанных коллективами авторов, оппонирующих ей с различных точек зрения. В их числе были «The Bell Curve Debate, «Inequality by Design» и второе издание книги «Ложное измерение человека», написанной Стивеном Дж. Гулдом. Спустя несколько лет — в 1998 году — была опубликована последняя книга А. Дженсена «The g Factor: The Science of Mental Ability».
В 2005 году была опубликована обзорная статья Филиппа Раштона и Артура Дженсена «Тридцать лет исследований расовых различий когнитивной способности» (Thirty Years of Research on Race Differences in Cognitive Ability), получившая несколько откликов, как в её поддержку, так и критических. К критикам принадлежал, в частности, психолог Ричард Нисбетт, включивший позднее расширенный вариант своей критики в вышедшую в 2009 году книгу «Интеллект и как его получить: В чём важность школ и культур» (Intelligence and How to Get It: Why Schools and Cultures Count). В 2010 году Раштон и Дженсен по пунктам ответили на критику Нисбета. В 2012 году журнал «Американский психолог» напечатал обширную обзорную статью по этому вопросу.
Некоторые из авторов, предлагавших генетическое объяснение групповых различий, получали финансирование из фонда «Pioneer Fund», возглавляемого Раштоном до смерти последнего в 2012 году. Центр правовой помощи обездоленным Юга (Southern Poverty Law Center) включил этот фонд в список «групп ненависти» на основании истории фонда, финансирования им исследований расы и интеллекта и его связей с лицами, имеющими репутацию расистов. Другими исследователями Pioneer Fund критиковался за пропаганду научного расизма, евгеники и превосходства белой расы.

## Реальность расы и IQ

### Интеллект, IQ, g и IQ-тесты
Концепция интеллекта и то, насколько он измерим, являются спорными предметами. Несмотря на наличие некоторого консенсуса об определении интеллекта, возможность его бесспорного измерения каким-либо единым показателем не является общепризнанной. Часто встречающимся аргументом против этого является констатация того, что в разных обществах ценятся и мотивируются разные навыки, и что — следовательно — концепция интеллекта меняется от одной культуре к другой и не может измеряться по одному и тому же критерию в разных обществах. Исходя из этого, некоторые критики утверждают, что предполагаемая связь между этой переменной и другими переменными является, с необходимостью, предположительной.
Что касается изучения расовых различий между результатами IQ-тестов, то основным вопросом здесь является следующий: что именно измеряется при помощи этих тестов? А. Дженсен выдвинул предположение о наличии некой корреляции между результатами всех известных типов IQ-тестов и о том, что эта корреляция указывает на некоторый основополагающий «общий интеллект» или «джи» (от англ. general intelligence — g). Согласно большинству концепций о природе «джи» такой «общий интеллект» является практически фиксированным для данного индивида и не может быть изменён в результате обучения или иных внешних воздействий. Исходя из такой точки зрения, различия в результатах тестов, в особенности для заданий, считающихся «интеллектуально нагруженными», отражают врождённые способности тестируемых. Другие же специалисты в области психометрии говорят о том, что вне зависимости от существования или отсутствия некого фактора «общего интеллекта», успешность прохождения тестов по большей части зависит от знаний, приобретённых ранее в процессе выполнения заданий тех типов, которые содержатся в подобных тестах. С этой точки зрения от тестов нельзя ожидать отражения только врождённых способностей данного индивида, поскольку его интеллектуальный потенциал будет всегда проявляться через опыт этого человека и его когнитивные модели. Из этого также следует, что сравнение результатов тестирования лиц, обладающих сильно отличающимися жизненным опытом и когнитивными моделями, не будет являться проявлением их соответствующего врождённого потенциала.

### Раса
В настоящее время большинство антропологов считают расу скорее социополитическим, чем биологическим феноменом, и это мнение основывается на значительном количестве генетических исследований. В современных общественных науках и биологии общепринято считать расу социальным конструктом, основанным на народных идеологиях (folk ideologies), группирующих людей на основе социальных различий и внешних физических характеристик. Штернберг, Григоренко и Кидд (Sternberg, Grigorenko & Kidd, 2005) утверждают, что «Раса является не биологической, но социально сконструированной концепцией. Она является производной от человеческого стремления к классификации». Концепция человеческих «рас» как естественных и отдельных категорий в рамках человеческого вида была также отвергнута Американской антропологической ассоциацией, согласно официальной позиции которой, принятой в 1998 году, достижения в области научного познания отчетливо показали «что человеческие популяции не являются несомненными, четко демаркированными биологически отличающимися группами», и что «любая попытка проведения границ между биологическими популяциями является одновременно произвольной и субъективной». Однако, среди популяционных генетиков не прекращается дискуссия о возможности и необходимости использования социальной категории «расы» вместо индивидуальной генетической родословной. Современные методы генетического анализа позволяют со значительной точностью определить составные элементы генетической родословной индивида. Причиной этому является различная частотность разных генов у разных географически определяемых популяций, что позволяет определение с большой степенью вероятности географической родины индивида посредством сопоставления большого числа генов в ходе группового анализа. Некоторым это даёт основание полагать, что классические социально определяемые генетические категории действительно имеют некую биологическую основу, то есть что расовая категоризация представляет собой визуальную оценку происхождения человека с определённого континента, основанную на его фенотипе, что коррелирует с генотипной родословной, определяемой по анализу ДНК.
При исследованиях по изучению интеллекта расовая принадлежность тестируемых почти всегда определяется по их собственным заявлениям, а не по анализу их генетических характеристик. Согласно психологу Дэвиду Роу при изучении расовых различий самоидентификация является предпочтительным методом расовой классификации, поскольку классификация на основе одних лишь генетических маркеров игнорирует «культурные, поведенческие, социологические, психологические и эпидемиологические переменные», выделяющие расовые группы. Хант и Карлсон (Hunt and Carlson) пишут: «Несмотря на это, самоидентификация является удивительно надёжным ориентиром [установления] генетического состава». Используя методики математической группировки, Тэнг с соавторами (Tang et al. (2005)) выполнили сортировку свыше 3 600 человек в США и Тайване на четыре группы по наличию геномных маркеров. При этом учёные наблюдали почти полное соответствие полученного группового распределения расовой/этнической самоидентификации индивидов как «белых», «чёрных», «восточных азиатов» или «латинос». Штернберг и Григоренко оспаривают принятую Хантом и Карлсоном интерпретацию результатов проведённого Тэнгом исследования: «Тэнг с соавторами хотели показать, что с самоидентификацией связана скорее древнегеографическая родословная, чем нынешнее место проживания; а не то, что такая самоидентификация является доказательством существования биологической расы».
Антрополог Чарльз Лоринг Брэйс и генетик Джозеф Грейвз не согласны с представлением о том, что групповой анализ и существующая корреляция между расовой самоидентификацией и генетической родословной являются аргументом в поддержку существования биологической расы. Они считают, что хотя обнаружение биологических и генетических вариаций, примерно соответствующих группам, обычно определяемых как расы, и возможно, то же самое будет иметь место и в отношении почти всех географически различных популяций. Групповая структура генетических данных зависит от исходной гипотезы исследователя и от популяционной выборки. При использовании в качестве выборки континентальных групп группировки становятся континентальными; при использовании других способов формирования выборки группы становятся иными. На этом основании Каплан (Kaplan (2011)) делает вывод о том, что хотя различия в частотности конкретной аллели и могут использоваться для выявления популяций, в общем, соответствующих принятым в западном социальном дискурсе расовым категориям, все-таки эти различия будут биологически не более значимыми, чем различия, обнаруживаемые между любыми человеческими популяциями (например, испанской и португальской).
Эрл Хант согласен с тем, что расовые категории определяются социальными общепринятыми представлениями, но также отмечает их корреляцию с группами как генетических, так и культурных признаков. Вследствие этого — по его мнению — расовые различия в IQ вызываются теми переменными, которые коррелируют с расой, а сама раса редко является причинной переменной. Исследователи, изучающие расовые различия в результатах тестирования, изучают взаимосвязь таких результатов со многими относящимися к расе факторами, потенциально способными повлиять на успешность прохождения тестов. В число таких факторов входят здоровье, благосостояние, биологические различия и образование.

## Групповые различия
Изучение человеческого интеллекта является одним из наиболее противоречивых направлений в психологии. Остаётся неясным, чем вызываются групповые различия в количестве набираемых при тестировании баллов — наследственными факторами или другими коррелирующими демографическими переменными, такими как общественно-экономический статус, образованность и мотивация. Хант и Карлсон описывают четыре современных мнения по поводу различий в результатах IQ-тестов, основанных на расовой или этнической принадлежности. Согласно первому мнению эти различия отражают реальную разницу средних для групп интеллектуальных способностей, вызываемую сочетанием факторов окружающей среды и наследуемых различий в работе мозга. По второму мнению различия в средней когнитивной способности между расами целиком вызываются общественными факторами и/или факторами окружающей среды. Сторонники третьего мнения считают, что различий в средней когнитивной способности между расами не существует, и что такие различия в средних результатах тестирования являются следствием ненадлежащего применения самих тестов. И, наконец, четвёртое мнение состоит в том, что концепции расы и общего интеллекта, порознь или вместе, являются не до конца проработанными и, поэтому, любое сравнение рас не имеет смысла.

### Результаты тестирования в США
Раштон и Дженсен пишут, что в США наибольшее количество исследований было проведено над самоидентифицировавшимися чёрными и белыми. Согласно этим авторам разница в IQ белых и чёрных составляет 15 — 18 баллов или от 1 до 1.1 стандартного отклонения, и это означает, что IQ выше 100 (среднепопуляционное значение) имеют от 11 до 16 процентов чёрного населения. По мнению этих авторов, разница в IQ белых и чёрных достигает максимальных значений для тех частей IQ-тестов, которые, как считается, больше всего представляют общий интеллект (фактор «джи»). Эти оценки примерно соответствуют оценкам, приведённым в обращении от 1994 года «Академическая наука об интеллекте» и в докладе Ассоциации американских психологов от 1996 года «Интеллект: известное и неизвестное». Рот с соавторами (Roth et al. (2001)), изучив суммарные результаты тестирования 6 246 729 человек посредством других тестов на когнитивные способности и когнитивную одарённость, выявили разницу средних уровней IQ у чёрных и белых, составляющую 1.1 стандартного отклонения. Согласующиеся с этим результаты были получены при изучении результатов тестирования абитуриентов колледжей и университетов (Scholastic Aptitude Test, N = 2.4 миллиона), выпускников (Graduate Record Examination, N = 2.3 миллиона), а также тестирования при трудоустройстве в частный сектор (N = 0.5 миллиона) и принятии на военную службу (N = 0.4 миллиона).
Восточно-азиаты продемонстрировали тенденцию к получению относительно более высокого количества баллов по зрительно-пространственным субтестам и меньшего количества баллов по вербальным субтестам, в то время как евреи-ашкенази получали больше баллов по вербальным субтестам и меньше — по зрительно-пространственным. Для небольшого количества популяций американских индейцев, подвергнутых систематическому тестированию (включая коренных жителей Арктики), было характерно, в среднем, меньшее количество баллов, чем у белых популяций, но большее — так же в среднем — чем для чёрных популяций.
Изученные в США и Европе расовые группы не обязательно являются репрезентативными выборками для популяций в других частях света. На успешность прохождения и результаты IQ-теста могут также повлиять культурные различия. Поэтому, результаты, полученные в США и Европе, не будут с необходимостью коррелировать с результатами для других популяций.

### Региональная изменчивость результатов IQ-тестирования
В ходе нескольких исследований были сопоставлены средние значения результатов IQ-тестов для разных государств, что позволило выявить повторяющиеся различия между континентальными популяциями сходные с теми различиями, которые ассоциируются с расами. По мнению Ричарда Линна и Тату Ванханена для популяций стран третьего мира, в особенности для африканских популяций, характерна ограниченность интеллекта, являющаяся следствием их генетического состава, из чего следует неэффективность образования как инструмента социального и экономического развития этих стран. Работа Линна и Ванханена подверглась суровой критике за использование низкокачественных данных и за выбор источников, произведённый по таким методикам, которые воспринимаются, как имеющие отчетливую тенденцию к недооценке среднего потенциала IQ в развивающихся странах, в особенности африканских. Тем не менее, имеется всеобщий консенсус относительно того, что в развивающихся странах средний IQ ниже, чем в развитых, хотя проведённые после формирования такого консенсуса исследования склоняются к объяснению этого факта воздействиями окружающей среды, такими как недостаток базовой инфраструктуры здравоохранения и образования.
В своих книгах «IQ и богатство народов» и «Коэффициент интеллекта и глобальное неравенство», вышедших в 2002 и 2006 гг. соответственно, Линн и Ванханен привели выработанные ими оценки среднего IQ для 113 государств. Приблизительные уровни IQ для ещё 79 государств основывались на показателях соседних государств или были получены иными способами. Учёные обнаружили неизменную корреляцию между развитостью данного государства и средним для него значением IQ. Наиболее высокий национальный уровень IQ был показан некоторыми развитыми странами Запада и Восточной Азии, а наиболее низкий — наименее развитыми государствами, населёнными исконными обитателями Центральной и Западной Африки (Sub-Saharan Africa), Юго-восточной Азии и Латинской Америки. Произведя мета-анализ исследований по оценке уровня IQ для Центральной и Западной Африки, Уичертс, Доулан и Ван дер Маас (Wicherts, Dolan & van der Maas (2009)), пришли выводу, что Линн и Ванханен полагались на несистематическую методологию, не опубликовав критерии включения в свою работу результатов других исследований или их исключения. Они обнаружили, что исключение Линном и Ванханеном из рассмотрения некоторых исследований привело к понижению оценки уровня IQ для Центральной и Западной Африки, и что включение таких исследований, исключённых из рассмотрения в книге «IQ и глобальное неравенство», повысило средний IQ этого региона до 82, что ниже, чем в странах Запада, но выше, чем полученное Линном и Ванханеном значение равное 67. Уичертс с соавторами пришли к выводу, что такое отличие, вероятно, вызвано ограниченным доступом стран этого региона к последним достижениям в образовании, питании и здравоохранении. Выполненный той же группой исследователей (с присоединившимся к ним Джерри С. Карлсоном (Jerry S. Carlson)) в 2010 г. систематический обзор выявил, что по сравнению с американскими нормами средний IQ жителей Центральной и Западной Африки составлял около 80. Другой вывод из этого же обзора заключался в том, что в данном регионе «эффект Флинна» пока не проявляется.
Мета-анализ, выполненный Риндерманом (Rindermann) в 2007 г. также обнаружил многие группы и корреляции, выявленные Линном и Ванханеном, показал самый низкий IQ у жителей Центральной и Западной Африки и корреляцию в 0.60 между когнитивными навыками и ВВП на душу населения. Хант считает анализ Риндермана гораздо более достоверным, чем анализ Линна и Ванханена. Путём измерения связи между образовательными данными и социальным благополучием на некотором отрезке времени, это исследование также произвело причинный анализ, который показывает, что государственные инвестиции в образование впоследствии приводят к повышению благосостояния. Исследование Линном и Ванханеном уровня IQ у жителей Центральной и Западной Африки также критиковалось Камином (Kamin (2006)).
Согласно Уичертсу, Борсбуму и Доулану (Wicherts, Borsboom & Dolan (2010)) исследования, которые основаны на данных по IQ для какого-либо государства, и результаты которых поддерживают эволюционные теории интеллекта, демонстрируют множество фатальных методологических ошибок. Например, они пишут, что такие исследования «…предполагают либо отсутствие „эффекта Флинна“, либо его неизменность для различных регионов мира; отсутствие в ходе эволюции миграций и климатических изменений, а также отсутствие в прошлом столетии трендов для индикаторов репродуктивных стратегий (например, снижение фертильности и младенческой смертности)». Они также показали наличие большой путаницы между уровнями IQ разных стран и текущим состоянием их развития. Подобным же образом Песта и Познански (Resta & Poznanski (2014)) показали сильную связь между средней температурой в каком-либо штате США и средним для этого же штата уровнем IQ, а также другими переменными показателями благосостояния, несмотря на тот факт, что у эволюции не было достаточно времени для оказания воздействия на жителей США, не являющихся исконными обитателями Америки. Они также отметили, что такая связь сохранялась даже после учёта расы, и пришли к выводу, что «Таким образом, нет необходимости привлекать эволюцию для объяснения значимых совместных изменений температуры и IQ/благосостояния в зависимости от географического положения»

### «Эффект Флинна» и сокращающийся разрыв
В течение прошлого столетия наблюдалось возрастание значений необработанных результатов IQ-тестов, получившее название «эффект Флинна» (по имени Джима Флинна). В США это возрастание было непрерывным и приблизительно линейным с первых лет тестирования до, примерно, 1998 года, когда рост прекратился, а некоторые тесты показали даже снижение результатов. Например, в 1995 году в США средние результаты для чёрных по некоторым IQ-тестам равнялись результатам тестирования белых в 1945 году, что дало основание некоторым учёным для следующей формулировки: «вероятно, сегодня типичный афроамериканец имеет интеллект немного более высокий, чем интеллект бабушек и дедушек сегодняшнего белого американца».
По мнению Флинна, с учётом того, что эти изменения имели место на протяжении жизни двух поколений, их объяснение воздействием генетических факторов крайне малоубедительно, что с необходимостью означает влияние факторов окружающей среды. «Эффект Флинна» часто служил аргументом в пользу того, что расовый разрыв в результатах IQ-тестов также должен быть вызван факторами окружающей среды, однако общего согласия в этом вопросе нет — другие учёные утверждают, что два этих явления имеют совершенно разные причины. Согласно результатам мета-анализа, произведённого Те Нейнхуйсом (Te Nijenhuis) и ван дер Флайером (van der Flier) в 2013 году, «эффект Флинна» и групповые различия в интеллекте, скорее всего, имеют разные причины. По мнению этих учёных «эффект Флинна» вызывается, в основном, факторами окружающей среды, и маловероятно, чтобы эти же факторы играли важную роль в объяснении групповых различий в интеллекте. Важность «эффекта Флинна» для дебатов вокруг причин данного разрыва заключается в демонстрации того, что факторы окружающей среды могут вызывать изменения в результатах тестирования в пределах одного стандартного отклонения, что раньше подвергалось сомнению.
Независимым от «эффекта Флинна» феноменом было постепенное сокращение разрыва в уровне интеллекта в течение последних десятилетий 20-го века, заключавшееся в увеличении средних результатов тестирования чёрных по сравнению с белыми. Например, в 1991 году Винсент (Vincent) сообщил, что разрыв в уровне интеллекта между чёрными и белыми сокращался для детей, но оставался неизменным для взрослых. Кроме этого, по результатам проведённого в 2006 году исследования Дикенс (Dickens) и Флинн пришли к выводу о сокращении — в период с 1972 по 2002 годы — разницы между средними результатами у чёрных и белых примерно на 5 или 6 баллов шкалы уровня интеллекта, что представляет собой сокращение примерно на одну треть. За тот же период также сократилось неравенство результатов успеваемости в обучении. Однако, эти выводы были оспорены Раштоном и Дженсеном, по мнению которых эта разница осталась неизменной. В своей работе, опубликованной в 2006 году, Мюррей (Murray) согласился с Дикенсом и Флинном относительно сокращения этой разницы: «Сделанная Дикенсом и Флинном оценка в 3-6 баллов по шкале IQ сравнительно с базовыми значениями, составляющими около 16-18 баллов, является полезной, хотя и предварительной исходной точкой». Однако, он написал, что этот процесс остановился, и что для людей, родившихся после конца семидесятых годов прошлого века, дальнейшего сокращения разрыва не наблюдалось. Последующее исследование Мюррея, основанное на тестировании когнитивных способностей по Вудкок-Джонсону (Woodcock-Johnson Tests of Cognitive Abilities), оценивало сокращение разницы в интеллекте между чёрными и белыми примерно на половину стандартного отклонения для людей, рождённых в 20-х годах, и для людей, рождённых во второй половине 60-х и в начале 70-х годов прошлого века. Достоверность постепенного сокращения этого разрыва была признана в статьях Флинна и Дикенса (2006 г.), Макинтоша (Mackintosh, 2011 г.) и Нисбетта с соавторами (2012 г.). В своём обзоре прослеживающихся тенденций Хант (2011 г.) отмечает: «Существует некоторая изменчивость результатов, которая — однако — не достигает существенных величин. Средние значения для афроамериканцев примерно на одно стандартное отклонение (15 баллов по шкале IQ) ниже средних значений для белых, а средние значения для испаноязычных находятся между этими значениями».
По результатам некоторых исследований, обзор которых был проведён Хантом (2010 г.), увеличение средних результатов афроамериканцев было вызвано сокращением количества афроамериканских учащихся в группе с наихудшими результатами без соответствующего увеличения количества учащихся в группе с наилучшими результатами. Выполненный в 2012 году обзор литературы по данной тематике выявил сокращение разрыва в уровне интеллекта на 0.33 стандартного отклонения сравнительно с временем публикации первых данных о наличии такого разрыва.
Согласно результатам анализа, выполненного в 2013 году по программе «Национальная оценка прогресса в образовании» (National Assessment of Educational Progress), за период с 1971 по 2008 годы разрыв в уровне интеллекта между чёрными и белыми в США сократился с 16.33 до 9.94 баллов по шкале IQ. Однако, также был сделан вывод о том, что, несмотря на продолжающийся рост средних показателей IQ для всех этнических групп, его скорость для 17-летних учащихся ниже, чем для более младших учеников, и что разрыв в уровне интеллекта между чёрными и белыми больше не сокращается. По состоянию на 2008 год результаты исследований среднего IQ 17-летних чёрных, белых и испаноязычных учащихся, проведённых Хайнером Риндерманном (Heiner Rindermann), Стефаном Пинчельманом (Stefan Pinchelmann) и Джеймсом Томпсоном (James Thompson) имеют следующий вид: 90.45-94.15 / 102.29-104.57 / 92.30-95.90 соответственно.

## Воздействие окружающей среды на групповые различия в уровне интеллекта
Ниже приводятся некоторые из факторов окружающей среды, предположительно объясняющие — частично — различия в средним уровне интеллекта между расами. Эти факторы не являются взаимоисключающими, а некоторые из них даже могут непосредственно дополнять воздействие других. Кроме этого, связь между генетическими факторами и факторами окружающей среды может быть достаточно сложной. Например, различия в общественно-экономической среде существования детей могут вызываться различиями в генетическом IQ их родителей, а различия в среднем размере мозга между расами, возможно, являются результатом воздействия факторов питания. Все недавно выполненные обзорные исследования согласуются в том, что некоторые факторы окружающей среды, неравномерно распределенные между расовыми группами, продемонстрировали, что они влияют на интеллект таким образом, который мог внести некий вклад в возникновение разрыва в результатах тестирования. Однако, в настоящее время вопрос стоит следующим образом: объясняют ли эти факторы весь разрыв в результатах тестирования белых и чёрных, или только его часть? Одна группа учёных, включающая Р. Нисбетта, Джеймса Р. Флинна, Джошуа Аронсона (Joshua Aronson), Дайану Хэлперн (Diane Halpern), Уильяма Дикенса и Эрика Туркхаймера (Eric Turkheimer) (2012 г.) полагают, что выявленные на данный момент факторы окружающей среды вполне достаточны для объяснения всего такого разрыва; Николас Макинтош (2011) считает аргументы этих учёных разумными, но полагает, что однозначно установить это вряд ли когда-либо будет возможным. Другая группа учёных, включающая Эрла Б. Ханта (2010 г.), Артура Дженсена, Дж. Филиппа Раштона и Ричарда Линна полагают невозможность объяснения такого разрыва воздействием одних лишь факторов окружающей среды. Дженсен и Раштон считают, что этим воздействием можно объяснить не более 20 % этого разрыва. И хотя Хант рассматривает эту цифру, как очень большое преувеличение, тем не менее, он считает вполне вероятным, что со временем будет показана генетическая обусловленность некоторой части такого разрыва.

### Попытка дискредитировать IQ-тесты
Согласно выводам из некоторого числа исследований IQ-тесты могут иметь дискриминационный характер в отношении определённых групп. Под сомнение были поставлены действительность и надёжность результатов IQ-тестов, проведённых вне США и Европы, частично эти сомнения были вызваны заведомой трудностью сравнения таких результатов для носителей различных культур. По мнению нескольких учёных культурные различия ограничивают адекватность стандартных IQ-тестов при их использовании в неиндустриальных сообществах.
Однако, согласно докладу Американской психологической ассоциации от 1996 года контролируемые исследования показали, что фактически различия в средних результатах IQ-тестов не вызываются дискриминационным характером содержания или процедуры проведения таких тестов. Более того, IQ-тесты — как средство прогнозирования будущей успешности — действительны в равной степени как для чёрных, так и для белых американцев. Эта точка зрения была подкреплена вышедшей в 1998 году книгой Николаса Макинтоша «IQ и человеческий интеллект» (IQ and Human Intelligence), а также обзором литературы, выполненным в 1999 году Брауном, Рейнольдсом и Уайтэкером (Brown, Reynolds & Whitaker). В настоящее время дискриминационность тестов — в том смысле, что сам способ составления некоторых тестовых заданий систематически предоставляет белым тестируемым несправедливое преимущество — больше не рассматривается как вероятная причина разрыва в результатах тестирования. Однако, обзоры, выполненные в 2011 году Хантом и Макинтошем, все же признают возможность того, что IQ-тесты замеряют такую когнитивную способность, для развития которой у чёрных есть меньше возможностей, и что в этом смысле можно говорить о наличии в обществе дискриминации, приводящей к тому, что одна группа населения проходит такие тесты с меньшей успешностью, не соответствующей её потенциальным возможностям. Но, в то же время, оба исследователя настаивают на отсутствии доказательств того, что используемые в настоящее время тесты обладают системной дискриминационностью в отношении чёрных тестируемых.

### Опасение соответствия стереотипу и статус меньшинства
Опасение соответствия стереотипу — это страх человека перед тем, что его поведение подтвердит какой-либо существующий стереотип восприятия группы, с которой он себя идентифицирует, или по отношению к которой он характеризуется. Процедуры тестирования, недвусмысленно означающие измерение уровня интеллекта, имеют свойство занижения результатов тестирования у представителей расово-этнических групп, уже характеризуемых, как показывающие более низкие средние результаты, или групп с ожидаемым более низким средним результатом. Более высокие, чем ожидалось, различия в уровне интеллекта между группами вызываются условиями, в которых возникает такое опасения соответствия. По мнению психометриста Николаса Макинтоша почти нет сомнений в том, что воздействие опасения соответствия вносит свой вклад в разрыв между уровнем интеллекта чёрных и белых.
Согласно результатам большого числа исследований систематически ограничиваемые в своих возможностях меньшинства, такие как афроамериканское меньшинство в США, характеризуются, в общем, менее хорошей успеваемостью при получении образования и пониженными результатами IQ-тестов по сравнению с группами, представляющими большинство населения, или по сравнению с менее ограничиваемыми в своих возможностях меньшинствами, такими как иммигранты или «добровольные» меньшинства. Объяснение этим результатам может заключаться в том, что дети из подобных кастам меньшинств — вследствие системных ограничений их перспектив социального развития — не обладают «уверенностью в необходимости приложения усилий» («effort optimism»), то есть в их неуверенности в целесообразности приобретения высокоценимых большей частью общества умений, таких как умения, измеряемые IQ-тестами. Такие дети даже могут намеренно отвергать определённые шаблоны поведения, рассматриваемые как «уподобление белым» («acting white»).
Результаты опубликованного в 1997 году исследования показывают, что часть разрыва между результатами тестирования когнитивной способности у чёрных и белых обоснована расовыми различиями в мотивации выполнения тестов.

### Общественно-экономические условия
Была показана корреляция различных аспектов общественно-экономических условий воспитания детей с частью существующего разрыва в уровнях интеллекта, однако этот разрыв не может быть полностью объяснён только этими условиями. Согласно проведённому в 2006 году обзору, этими факторами можно объяснить чуть менее половины одного стандартного отклонения в этом разрыве. В общем, можно сказать, что разница в средних результатах тестирования чёрных и белых не устраняется даже в случае тестирования индивидов и групп, обладающих одинаковым общественно-экономическим статусом (ОЭС), что даёт основание сделать предположение о более сложном характере связи между этим статусом и IQ, не сводящимся к тому, что второе определяется первым. Скорее, можно говорить о том, что различия в интеллекте, в особенности, в интеллекте родителей, также могут приводить к различиям в ОЭС, что делает разделение этих двух факторов весьма затруднительным. В своей работе, опубликованной в 2010 году, Хант резюмирует данные, свидетельствующие о том, что совместно ОЭС и IQ родителей полностью объясняют разрыв в уровнях интеллекта (для популяций детей младшего возраста величина этого разрыва — после контроля родительского IQ и родительского ОЭС — статистически не отличалась от нуля). Согласно этой работе Ханта, связанные с ОЭС компоненты отражают профессию родителей, результаты тестирования способностей вербального понимания матери и качества взаимоотношений родителей и детей. В свой обзор Хант также включил данные, показывающие ослабление — с возрастом — корреляции между интеллектом и домашней средой.
Другое исследование было сфокусировано на различных причинах варьирования в пределах групп с низким и высоким ОЭС. В США в группах с низким ОЭС генетическими различиями объясняется меньшая — по сравнению с популяциями, имеющими более высокий ОЭС — часть вариативности IQ. Этот эффект был предсказан «биоэкологической гипотезой» — гипотезой о трансформировании генотипов в фенотипы через несуммирующиеся синергетические воздействия окружающей среды. В своей опубликованной в 2012 году работе Нисбетт с соавторами выдвинули предположение о том, что для людей с высоким ОЭС высока вероятность полного развития их биологического потенциала, в то время как для людей с низким ОЭС высока вероятность сдерживания их развития неблагоприятными условиями окружающей среды. В этой же работе говорится о том, что изучение усыновлённых детей, в общем, характеризуется селективностью, так как оно проводится в приёмных семьях только с высоким и средне-высоким ОЭС и, следовательно, будет проявлять тенденцию к переоценке средних генетических эффектов. Учёные также обратили внимание на то, что дети из низшего класса (lower-class), усыновлённые семьями из среднего класса, показывают прирост IQ в 12-18 баллов сравнительно с детьми, остающимися в семьях с низким ОЭС. По данным проведённого в 2015 году исследования разрыв между результатами тестирования когнитивных способностей между чёрными и белыми объясняется воздействием факторов окружающей среды (а именно: семейный доход, наличие у матери образования и вербальных способностей/знания, наличие в доме учебных материалов (learning materials)), а также таких связанных с родителями факторов, как чувствительность матери (maternal sensitivity), её теплота и благожелательное отношение, дающая ощущение безопасности окружающая среда.

### Здоровье и питание
Факторы окружающей среды, включая воздействие свинца, грудное вскармливание и качество питания могут в значительной степени влиять на развитие и функционирование когнитивных способностей. Например, недостаток йода ведёт к снижению уровня IQ в среднем на 12 баллов. Иногда такие неблагоприятные воздействия могут давать необратимый результат, а иногда они могут быть частично или полностью скомпенсированы в ходе дальнейшего развития. Плохое питание наносит наибольший ущерб в первые два года жизни человека, и его последствия, включающие в себя плохое развитие когнитивных способностей, плохую обучаемость и низкую экономическую продуктивность в будущем, часто являются необратимыми. Согласно статистике афроамериканское население США имеет более высокую вероятность подверженности многим негативным факторам окружающей среды, таким как проживание в бедных районах и невысокое качество, образования, питания, родительского воспитания и постнатального медицинского обслуживания. Макинтош отмечает, что уровень младенческой смертности у чёрных американцев примерно в два раза превышает таковой для белых, и недостаток веса новорождённого у чёрных встречается также примерно в два раза чаще. При этом вероятность грудного вскармливания ребёнка белой матерью в два раза выше, а для младенцев с недостаточным весом имеет место высокая корреляция грудного вскармливания и уровня IQ. Таким образом, большое количество связанных со здоровьем факторов, влияющих на интеллект, встречается в этих двух группах населения не равновероятно.
На прошедшей в 2004 г. конференции организации «Копенгагенский консенсус» утверждалось об обусловленности, по крайней мере в некоторой степени, задержки развития мозга недостатком йода и железа, характерным для огромного числа людей — по некоторым оценкам недостаток йода отмечается у трети населения Земли. В развивающихся странах от анемии, вызванной недостатком железа в пище, могут страдать 40 % детей в возрасте до четырёх лет.
Другие учёные пришли к выводу о том, что сами стандарты питания оказывают значительное воздействие на интеллект популяции, и что «эффект Флинна» может вызываться характерным для всего мира повышением таких стандартов. Сам Джеймс Флинн возражал против такой точки зрения.
Авторы недавно проведённого исследования заявляют о том, что важным фактором объяснения различий в уровне IQ между различными регионами Земли может оказаться замедление развитие мозга в результате инфекционных заболеваний, многие из которых чаще всего встречаются в не-белых популяциях. Было показано, что выводы из этого исследования, демонстрирующие корреляцию между интеллектом, расой и инфекционными заболеваниями, также применимы и к существующему в США разрыву в уровне интеллекта, что позволяет сделать предположение о важности этого фактора окружающей среды.

### Образование
Авторами нескольких исследований выдвигалось предположение об обусловленности большой части разрыва в уровнях интеллекта различиями в качестве образования. Одной из возможных причин различий в качестве образования у разных рас называлась расовая дискриминация в образовании. Согласно работе за авторством Халы Элховериз, Кагендо Мутуа, Нигмелдин Альшейха и Полин Холловэй (Hala Elhoweris, Kagendo Mutua, Negmeldin Alsheikh and Pauline Holloway) рекомендации учителей учащимся относительно участия в образовательных программах для талантливых и одарённых детей частично обосновывались национальной принадлежностью учащихся.
Эксперимент по раннему интенсивному обучению детей (Abecedarian Early Intervention Project) также показал повышение интеллекта чернокожих детей, участвовавших в этом эксперименте — IQ этих детей при достижении ими возраста 21 года оказался на 4.4 балла выше, чем в контрольной группе. Артур Дженсен согласился с тем, что этот эксперимент демонстрирует возможность значительного влияния образования на интеллект, но он также сказал, что к настоящему времени ни одна образовательная программа не смогла сократить разрыв в уровне интеллекта между чёрными и белыми более чем на треть, и что, поэтому, разница в образовании вряд ли является единственной причиной такого разрыва. Кроме этого, другими учёными критиковалась методика проведения этого эксперимента. В частности, Герман Шпиц (Herman Spitz) отметил, что средняя разница в когнитивных способностях между опытной и контрольной группами в конце эксперимента не сильно отличалась от таковой при шестимесячном возрасте участников, что указывает на то, что «четыре с половиной года широкомасштабного раннего обучения не дали никакого практического результата». Причем этот эксперимент был достаточно затратным — сопоставимая программа для такого обучения всех детей из бедных семей стоила бы около 53 миллиардов долларов США (в ценах 2002 года). По предположению Шпица такое различие в IQ между опытной и контрольной группами могло изначально присутствовать в латентном виде вследствие некорректной рандомизации.
Раштон и Дженсен пишут, что длительные наблюдения за участниками программы «Рывок на старте» (Head Start Program) выявили большое краткосрочное увеличение IQ для чёрных и белых с последующей быстрой его потерей у чёрных и с сохранением некоторой его части у белых. Также они утверждают, что и другие — менее интенсивные и длительные — образовательные эксперименты не показали длительного воздействия на IQ или на успеваемость при обучении. Но, по утверждению Нисбетта, они проигнорировали некоторые исследования, такие как проведённое Кэмпбеллом и Рэми (Campbell & Ramey) в 1994 г., которое выявило, что в этом возрасте 12,87 % чёрных детей из состава опытной группы имели нормальный (свыше 85) уровень IQ по сравнению с 56 % в контрольной группе, и что в опытной группе ни один ребёнок не имел небольших задержек в умственном развитии по сравнению с 7 % в контрольной группе. Другие программы раннего развития дали увеличение IQ на 4-5 баллов, сохранявшееся, по меньшей мере, до возраста 8 — 15 лет. Влияние раннего обучения на академическую успеваемость также может быть значительным. Нисбетт также утверждает, что эффективным может быть не только раннее обучение, ссылаясь при этом на другие успешные образовательные эксперименты, проводившиеся с детьми, как грудного возраста, так и возраста обучения в колледже.
В ходе нескольких исследований, проведённых Джозефом Фэганом (Joseph Fagan) и Синтией Холланд (Cynthia Holland), измерялось воздействие предшествующего опыта решения содержащихся в IQ-тестах когнитивных задач на результат прохождения таких тестов. Предположив, что разрыв в уровне IQ между чёрными и белыми является результатом характерного для афроамериканцев малого опыта решения задач, требующих использования когнитивных функций, то есть таких задач, которые обычно встречаются в IQ-тестах, эти учёные подготовили группу афроамериканцев к решению таких задач перед проведением IQ-теста. После этого было обнаружено отсутствие разницы в результатах между афроамериканскими и белыми тестируемыми. На основании этого Дэйли (Daley) и Онвуегбузи (Onwuegbuzie) делают вывод о том, что «различия в знаниях между чёрными и белыми касательно заданий из IQ-тестов может быть устранены при обеспечении равных возможностей доступа к информации, наличие которой тестируется». Схожее утверждение сделал и Дэвид Маркс (David Marks), отметивший, что различия в уровне IQ хорошо коррелируют с различиями в грамотности, из чего Маркс выводит возможность улучшения результатов IQ-тестов посредством развития навыков грамотности при помощи образования.
Проведённое в 2003 году исследование установило, что разрыв между чёрными и белыми в результатах тестов на развитие когнитивных способностей частично — но не полностью — объясняется двумя переменными: опасением соответствия стереотипу и образованностью отца ребёнка.